# Бойчук Зіновій Олексійович

Зіновій Бойчук

Зіновій Олексійович Бойчук (народився 5 липня 1957 в селі Бринь Галицького району Івано-Франківської області — помер 21 липня 2019) — український краєзнавець, журналіст, письменник, громадський діяч

## Життєпис
Отримав фах історика.
Працював у Івано-Франківському міськвиконкомі, в житлово-комунальній сфері. У середині 1990-х — підприємець.
Працював головним редактором тижневика «Вечірній Івано-Франківськ».

## Творчість
Понад 20 років Бойчук досліджував життя і творчість поета і публіциста Михайла Дяченка — крайового провідника пропаганди ОУН, уродженця села Боднарів Калуського району. Разом із правнуком Дяченка Михайлом Ліщинським на межі Калуського і Галицького районів знайшли архів Марка Боєслава.
Автор 4-х книжок історико-краєзнавчого характеру.
Серед книг:
- Бойчук Зіновій Олексійович. Марко Боєслав, Вамчук Катерина Михайлівна/ У серці мали те, що не вмирає / Упор. 3. Бойчук. - Івано-Франківськ: Сіверсія MB, 2005. - 224 с. ISBN 966-7515-31-1

## Громадська діяльність
Член товариства «Просвіта».
Співкоординатор протестної акції «Україна без Кучми» (2001).
Заступник керівника обласного виборчого штабу Блоку Юлії Тимошенко, керівник виборчого штабу кандидата у президенти України Віктора Ющенка в містах Кіровське і Жданівка Донецької області.